# Ciao Pussycat
Ciao Pussycat (What's New Pussycat?) è un film del 1965 diretto da Clive Donner.
Si tratta dell'esordio cinematografico, sia come sceneggiatore sia come interprete, di Woody Allen, il quale esordirà alla regia l'anno successivo, con Che fai, rubi? (What's Up, Tiger Lily?). Il titolo fa riferimento all'espressione con cui il protagonista si rivolge abitualmente alle donne.

## Trama
Grazie al suo lavoro presso un'importante rivista di moda di Parigi, l'inglese Michael James è costantemente circondato da bellissime donne, una situazione esplosiva per chi come lui è per natura incapace di resistere alle tentazioni delle "gattine" che attirano la sua attenzione.
Questo suo atteggiamento disinvolto verso il gentil sesso è motivo di dissidio con l'amata Carole, l'unica donna con cui intrattiene una relazione seria, la quale lo sollecita perché si decida finalmente a sposarla, non prima però che abbia messo la testa a posto e abbandonato quella vita da impenitente donnaiolo. Per l'imbranato amico americano Victor Shakapopulis, a sua volta interessato a Carole ma ben disposto verso tutte le bellezze femminili, Michael è invece un modello da imitare, ma con scarsi risultati.
Per curare la sua patologica infedeltà, Michael si rivolge al più quotato psicanalista della città, Fritz Fassbender, scoprendo però che l'illustre dottore è ossessionato dalle donne perfino più di lui e invidioso dei suoi successi amorosi, ad esempio con la spogliarellista Liz. Le sedute psicanalitiche di gruppo non solo non aiutano a risolvere il suo problema, ma gli complicano ulteriormente la vita attirando le attenzioni di un'altra paziente, Renée.
In un albergo di campagna destinato a incontri clandestini, per i motivi più diversi finiscono per ritrovarsi tutti insieme nello stesso momento: Michael, Carole e i genitori di lei, Fassbender e la moglie cantante lirica, Liz, Renée e il gelosissimo marito... L'arrivo della polizia mette tutti in fuga, dando vita a una liberatoria scorribanda in kart.
Infine, Michael sposa Carole, ma non riesce a evitare di rivolgersi col solito pussycat all'attraente segretaria del sindaco di fronte al quale ha appena pronunciato il voto nuziale, scatenando l'ennesimo e certo non ultimo litigio con la donna che è ora sua moglie.

## Produzione
L'idea alla base del film la si deve all'attore Warren Beatty, all'epoca interessato a confezionarsi una commedia sexy su misura che trattasse delle traversie amorose d'un impenitente dongiovanni (modellato un po' sulla sua figura). Proprio per questo motivo, l'attore si rivolse al produttore Charles Feldman nella speranza che gli mettesse in cantiere un film del genere; lo stesso titolo della pellicola infatti trae origine proprio da un saluto tipico che l'attore soleva rivolgere alle sue amiche e conoscenti varie.
Feldman accettò e insieme si misero quindi alla ricerca d'uno sceneggiatore. Adocchiato in un locale newyorchese un giovane e relativamente poco conosciuto Woody Allen nel bel mezzo d'un suo spettacolo comico, i due lo ingaggiarano per un compenso di 30 000 dollari.

### Cast
Durante la scelta del cast, Beatty, che doveva dunque impersonare il protagonista, fece pressioni affinché anche la sua fidanzata d'allora, Leslie Caron, ottenesse una parte nel film, ma Feldman gli oppose un rifiuto netto. Frattanto, non gradendo il lavoro svolto da Allen sul copione, che a parer suo dava fin troppo spazio al personaggio di quest'ultimo (l'amico nevrotico e imbranato del protagonista) a discapito del suo, cominciò a guerreggiare con la produzione affinché rimuovessero Allen dal suo incarico e che lo rimpiazzassero con qualcun altro in grado di stendergli un copione che lo valorizzasse di più.
Alla fine, non ritenendosi comunque soddisfatto dall'intervento risolutorio della produzione, abbandonò il progetto, venendo così prontamente sostituito da Peter O'Toole; col senno di poi, lo stesso Beatty affermò anni dopo d'aver commesso un grosso errore nel comportarsi in quel modo, avendo a quel tempo sopravvalutato fin troppo il proprio peso a Hollywood: «Me ne andai dal film facendo un'uscita da diva. Mollai What's New Pussycat? credendo che senza di me non l'avrebbero potuto fare. Mi sbagliavo.»
Il ruolo del Dr. Fritz Fassbender era stato concepito per il vecchio Groucho Marx, di cui Allen era un fan sfegatato, ma quando O'Toole subentrò nel progetto al posto di Beatty, convinse la produzione ad assegnare il ruolo a Peter Sellers, all'epoca all'apice del successo, benché il compenso del celebre attore inglese fosse d'una cifra esorbitante per il bilancio complessivo del film; una volta ingaggiato, Sellers finì poi per stravolgerne il copione col suo incontenibile estro, modificando - spesso e volentieri sul momento - intere sue scene assieme a O'Toole e il regista Clive Donner (pare infatti che i tre, seguendo un suggerimento del regista di seconda unità Richard Talmadge, inserirono di propria iniziativa la sequenza dei go kart, non presente nel copione), causando così non pochi malumori con Allen.
Per completare il cast vennero scritturate infine le attrici Romy Schneider nel ruolo di Carole Werner (fidanzata del protagonista Michael), Capucine nel ruolo dell'algida paziente di Fassbender Renée Lefebvre, Paula Prentiss nel ruolo della spogliarellista Liz Bien e Ursula Andress nel ruolo della grintosa paracadutista Rita.
Vi sono poi delle brevi apparizioni di Richard Burton, nel ruolo di un uomo al locale di spogliarello dove lavora Liz che scambia alcune battute surreali con O'Toole (in cui fa riferimento al film Lawrence d'Arabia, in cui O'Toole interpretò il protagonista), e Françoise Hardy nel ruolo della segretaria del sindaco nella sequenza finale del film.

## Colonna sonora
La colonna sonora è stata scritta da Burt Bacharach e Hal David. Il tema, What's new, Pussycat?, cantato da Tom Jones, è stato candidato all'Oscar alla migliore canzone nel 1966.

## Distribuzione
Il film è uscito nelle sale statunitensi il 22 giugno 1965.

## Accoglienza

### Incassi
Il film ha incassato in tutto il mondo 18 820 000 dollari.

### Critica
Alla sua uscita nelle sale, la pellicola venne accolta dalla critica in maniera parecchio contrastante. Il celebre critico del New York Times Bosley Crowther ne diede una feroce stroncatura, pur avendone apprezzato la scenografia e la canzone d'apertura eseguita da Tom Jones, affermando che fosse «l'esibizione scandalosamente più disordinata e stramba, chiassosa e nevrotica di ciò che dovrebbe trattarsi evidentemente d'uno slapstick scanzonato», mentre il critico del The Village Voice Andrew Sarris ne diede una recensione a dir poco entusiastica: «Ho visto adesso quattro volte What's New Pussycat?, e vi ho trovato ogni volta sfumature nuove nella regia, nella scrittura, nella recitazione e, soprattutto, nella musica. Questo è un film che non è ciò che può sembrare a prima vista. È stato tacciato di dozzinalità, eppure non ho visto mai una commedia sexy più raffinata».
Il Mereghetti invece la definisce una briosa pochade caratterizzata da un ricchissimo cast, parecchie gag memorabili e un orecchiabilissimo tema musicale.

## Riconoscimenti
- 1966 - Premio Oscar
  - Candidatura Miglior canzone (What's New, Pussycat?)